# Alden van Buskirk
Alden Van Buskirk (1938-1961) fue un poeta perteneciente a la Generación Beat norteamericana.

## Biografía
No se conocen demasiados datos sobre la vida de este joven que murió el 16 de diciembre de 1961, antes de cumplir los veinticuatro años, y del que tenemos una sola obra, publicada póstumamente. Se sabe que pasó los tres últimos meses de su vida en Oakland (California), y que antes había vivido en St. Louis; en ambas ciudades hay un número importante de ciudadanos afroamericanos, que son, junto con la ciudad misma, tema recurrente en sus textos.
Su estilo de vida reunió todos los elementos característicos de la cultura beat, como el rechazo a los valores establecidos, la desinhibición sexual, la afición a los psicotrópicos, el gusto por la música jazz y por los ambientes nocturnos en la ciudad. Tal como él mismo escribió apenas tres meses antes de su muerte: 

Así pues morí muertes heroicas como protagonista

de sueños sin tiempo, y practiqué todas
las posturas visionarias.
Fue entonces cuando me convertí en un
escritor celeste, en un aeroplano fuera de control,
y aquí estoy, enfermo otra vez, en el
remolino de aquel 
sueño
(Fragmento del poema Niño enfermo)

.

## Lami
Lami es el título de su única obra, un conjunto de textos líricos, tanto en verso como en prosa, que su amigo David Rattray recopiló tras su muerte y publicó en 1965. Algunos de estos escritos ya habían sido publicados en revistas. La edición de Rattray, de 1000 ejemplares, iba precedida de una nota del editor y de una introducción en la que Allen Ginsberg, uno de los escritores más importantes  de la generación beat, ensalza la fuerza de las imágenes de Buskirk y lamenta no haber tenido ocasión de conocerlo.
Según Rattray, los textos originales estaban garabateados de modo que algunas palabras resultaban ininteligibles y, de hecho, en la práctica totalidad de las composiciones, que eran primeras versiones sin corregir y muchas inacabadas, aparecen espacios en blanco.

### Estructura
Las composiciones van precedidas de la mencionada introducción de Allen Ginsberg y de una Breve nota a propósito de los poemas, en la que el editor explica el origen de la obra y el significado de la palabra Lami.
Rattray puso título a los textos, los ordenó de un modo coherente con el contenido de los manuscritos y estructuró la obra en dos secciones
- Lami en Oakland, que incluye poemas los poemas que Buskirk escribió en Oakland tres meses antes de su muerte

- Lami en St. Louis, que contiene poemas compuestos seis meses antes que los de la primera sección.

La edición de Rattray incluía como apéndice una selección de Otros poemas y parte de una carta de Buskirk, fechada en noviembre de 1961, que termina con varias composiciones fragmentarias. Respeta así el orden cronológico inverso en que aparecen los textos en el cuerpo de la obra y cierra el libro con el último verso de la carta:
"A vosotros os dedico mi lamento, este lamento".

### Significado del título
Según explica Rattray, la palabra Lami puede designar a diferentes seres fantásticos; un demonio,masculino o femenino, a veces negro u oriental, o un elfo barriobajero y chulesco, y puede también referirse a los descendientes de las "gentes ingenuas exentas de todo vicio" de Chaucer, o bien puede significar l'ami, el amigo.
En cualquier caso, es el nombre de un ser presente en la mayor parte de los textos y considerado un álter ego del autor; se trata de un antihéroe, un macarra, cruel, chulo e insensible, que encarna los contravalores y el estilo de vida que atraía a los enfants térribles de la generación Beat.

### Temática e influencias
En Lami se hallan presentes todos los referentes culturales de la generación Beat; tópicos, mitos, autores de culto, temas, iconos y fobias.
Tanto desde el punto de vista estilístico como temático, es evidente la influencia de autores como Keats, Walt Whitman, Blake, Rimbaud, Henry Miller, William Burroughs o Ginsberg, a los que Buskirk admiraba.
Al igual que ocurre en la obra de estos autores, en Lami son constantes las referencias a la música, casi siempre el jazz y el blues, pero también Beethoven y Glenn Miller
En los poemas, con intensas imágenes oníricas y muchos de ellos en un tono delirante y alucinado,  son frecuentes las referencias a la pintura surrealista, en concreto a Dalí, que se mezcla con iconos de la civilización occidental como el ratón Mickey Mouse. 
Los textos se ambientan en la noche urbana, en ambientes marginales, con personajes en ocasiones depravados y cuyo modo de vida contraviene los valores establecidos; son constantes las transgresiones lingüísticas y sociales; el lenguaje grosero, los anacolutos, los insultos crueles y las referencias al sexo, al alcohol y las drogas.